# Mirco
Juan Rodríguez Fernández, conegut amb el pseudònim artístic de Mirco, (nascut a La Corunya però instal·lat a Barcelona) va ser un artista de varietats espanyol. Abans de la Guerra civil havia treballat als cabarets La Criolla i Cal Sacristà del carrer del Cid de Barcelona. Després, treballà al Paral·lel barceloní. Fou la principal figura masculina d'El Molino de 1940 a 1960.